# Карнукс ан Прованс
Карнукс ан Прованс (фр. Carnoux-en-Provence) је насељено место у Француској у региону Прованса-Алпи-Азурна обала, у департману Ушће Роне.
По подацима из 2011. године у општини је живело 6792 становника, а густина насељености је износила 1968,7 становника/km².

## Демографија
| 1990. | 2011. |
| ----- | ----- |
| 6.363 | 6.792 |